# Domkowo (Sępopol)
Domkowo (deutsch Arndtshof) ist der Name eines nicht mehr offiziell genannten Orts in der polnischen Woiwodschaft Ermland-Masuren. Die  Ortsstelle liegt im Gebiet der Gmina Sępopol (Stadt- und Landgemeinde Schippenbeil) im Powiat Bartoszycki (Kreis Bartenstein).

## Geographische Lage
Die Ortsstelle Domkowo liegt in der nördlichen Mitte der Woiwodschaft Ermland-Masuren, 14 Kilometer nordöstlich der Kreisstadt Bartoszyce (deutsch Bartenstein).

## Geschichte
Der kleine und spätere Gutsort wurde kurz vor 1813 gegründet. Vor dem 23. Juli 1813 nannte man ihn Abbau Neumann, dann Arendshof, vor 1851 Arendshoff und vor 1895 Arndshof.
Am 22. September 1875 bildete man aus Teilen des Landgemeinde Stolzenfeld (polnisch Stopki) und der Stadtgemeinde Schippenbeil (polnisch Sępopol) den Gutsbezirk Arndtshof, der noch vor 1908 in den Amtsbezirk Stolzenfeld im ostpreußischen Kreis Friedland (ab 1927: Kreis Bartenstein) aufgenommen wurde. Im Jahre 1910 zählte der Gutsbezirk Arndtshof 29 Einwohner.
Am 30. September 1928 verlor Arndtshof seine Eigenständigkeit, als es in den Nachbarort Stolzenfeld (Stopki) eingemeindet wurde.
In Kriegsfolge kam 1945 das gesamte südliche Ostpreußen zu Polen. Arndtshof erhielt die polnische Namensform „Domkowo“. Es ist nicht belegt, ob der Ort nach 1945 wieder besiedelt wurde. Sein Name wird nur noch inoffiziell genannt, weil der Ort wohl in einer Nachbargemeinde (Stopki?) aufgegangen ist. Seine Ortsstelle liegt im Bereich der Stadt- und Landgemeinde Sępopol (Schippenbeil) im Powiat Bartoszycki (Kreis Bartenstein) in der Woiwodschaft Ermland-Masuren.

## Kirche
Bis 1945 war Arndtshof in die evangelische Kirche Schippenbeil (Sępopol) in der Kirchenprovinz Ostpreußen der Kirche der Altpreußischen Union, außerdem in die römisch-katholische Kirche St. Bruno, Bartenstein (Bartoszyce), im damaligen Bistum Ermland eingepfarrt.

## Verkehr
Zur nicht mehr erkennbaren Ortsstelle von Domkowo führt von Stopki aus ein Verbindungsweg.